# Mark Wilson
Mark Antony Wilson (født 9. februar 1979 i Scunthorpe, Lincolnshire, England) er en engelsk tidligere professionel fodboldmidtbanespiller. Han repræsenterede England på U-21-niveau én gang.
Wilson begyndte sin karriere på en lærlingekontrakt i Manchester United, hvorefter han senere blev professionel i august 1997. Han tilsluttede sig Wrexham på et lån i februar 1998 indtil slutningen af den sæson, og han fik sin liga-debut for Wrexham den 24. februar 1998, da han blev skiftet ind i det 38. minut i stedet for den skadede målmand Mark Cartwright i en kamp ude mod Burnley. Resultatet var 1–1, og der var ingen reservemålmand på bænken. Midtbanespilleren Gareth Owen kom til at stå på mål for Wrexham, og de endte med at vinde kampen efter en scoring af Wilson.
Han fik endelig sin Manchester United-debut den 28. oktober, da han var med i startopstillingen i 2-0-League Cup-sejren hjemme mod Bury, og han spillede en gang mere igen i League Cup den sæson. Han formåede ikke at etablere sig selv på Old Trafford, selvom han både nåede at spille i Champions League og Premier League, tog han til Middlesbrough i august 2001 for August 2001 for 16 millioner kr., som en del af den aftale på 37,5 millioner, der inkluderede at hans holdkammerat Jonathan Greening også tog til Riverside. Da han ikke var i stand til at få en plads på førsteholdet i Boro, blev han lånt ud til Stoke, Swansea, Sheffield Wednesday, Doncaster, og Livingston, før han tilsluttede sig FC Dallas i foråret 2005, hvor han endelig fik mulighed for at spille permanent den 1. september 2005.
Han blev fristillet af Dallas i august 2006, og vendte derfor tilbage til England, hvor han var til træning ved Bradford City i oktober det år, der ikke lykkedes på den gode måde. Han tilsluttede sig Doncaster Rovers på en kort kontrakt den efterfølgende måned, og i januar 2007 da transfervinduet åbnede, skrev han under på en 18-måneders aftale med Rovers. I november 2008 tog han til Tranmere Rovers på en månedslang låneaftale, før han vendte tilbage til Keepmoat Stadium.